# Vaccinium artum
Vaccinium artum är en ljungväxtart som beskrevs av J. J. Smith. Vaccinium artum ingår i Blåbärssläktet, och familjen ljungväxter. Inga underarter finns listade i Catalogue of Life.